# آتشفشان ماهاگناو
آتشفشان ماهاگناو (به لاتین: Mahagnao Volcano) یک کوه در فیلیپین است که در Eastern Visayas واقع شده‌است. آتشفشان ماهاگناو ۸۶۰ متر بالاتر از سطح دریا واقع شده‌است.